# Zethera thermaea
Zethera thermaea är en fjärilsart som beskrevs av William Chapman Hewitson 1877. Zethera thermaea ingår i släktet Zethera och familjen praktfjärilar. Inga underarter finns listade i Catalogue of Life.